# NGC 4851-2
NGC 4851-2 (другие обозначения — DRCG 27-198, PGC 83717) — линзообразная галактика (S0) в созвездии Волосы Вероники.
Этот объект не входит в число перечисленных в оригинальной редакции «Нового общего каталога» и был добавлен позднее.